# Luc Montagnier
Luc Montagnier (født 18. august 1932 i Chabris, død 8. februar 2022) var en fransk virusforsker ved Pasteur Instituttet, der sammen med Françoise Barré-Sinoussi opdagede HIV-virusset, som forårsager AIDS. Han modtog sammen med Harald zur Hausen og Françoise Barré-Sinoussi i 2008 Nobelprisen i fysiologi eller medicin.